# Blanche Badcock
Blanche Margaret Mary Badcock (1892 - 20 de enero de 1957) fue una tiradora de rifle británica. Fue la primera mujer en competir en el Sovereign's Prize y la primera en ser seleccionada para el Kolapore Match, respectivamente las competiciones individuales y por equipos más prestigiosas del tiro con rifle al blanco británico. Fue la compañera de vida de Marjorie Foster, la primera mujer en ganar el Sovereign's Prize.
Nacida en la India británica en 1892, era hija de un funcionario inglés y pasó sus primeros años de vida en Kent y en Cheltenham. Se convirtió en enfermera del Destacamento de Ayuda Voluntaria y conductora del Cuerpo de Servicio del Ejército durante la Primera Guerra Mundial, donde conoció a Marjorie Foster. Después de la guerra, Foster y Badcock se mudaron a una granja avícola cerca de Bisley Camp en Surrey, el centro del tiro al blanco británico, donde Foster animó a Badcock a practicar este deporte. En 1926, Badcock se convirtió en la primera mujer en competir en el Sovereign's Prize y llegó a la final del evento en 1932. Como tiradora de equipo, representó a Hampshire y a la India: fue seleccionada como reserva para esta última en el Kolapore Match de 1938.
Durante la Segunda Guerra Mundial, sirvió como oficial de la Fuerza Aérea Auxiliar Femenina y fue nombrada Miembro Adicional de la Orden del Imperio Británico. Vivió con Foster en su granja durante el resto de su vida y murió el 20 de enero de 1957.

## Biografía
Blanche Margaret Mary Badcock nació en la India británica en 1892. Era hija de Francis Badcock, nativo de Taunton en Somerset, que sirvió en la India con el Servicio Civil Indio, y su segunda esposa, Adele Margaret. En 1895, Francis Badcock regresó a Inglaterra y se mudó primero a Detling, en Kent, donde Badcock fue educada por una institutriz. En 1911, la familia vivía en College Green en Cheltenham, momento en el que la educación de Badcock parece haber concluido.
En diciembre de 1914, tras el estallido de la Primera Guerra Mundial, se convirtió en enfermera del Destacamento de Ayuda Voluntaria en el Hospital Suffolk Hall en Cheltenham, puesto que ocupó hasta enero de 1917. También sirvió como chofer en el Cuerpo de Servicio del Ejército. Durante la guerra, conoció a su compañera de vida, Marjorie Foster, una conductora de la Legión de Mujeres Conductoras de Automóviles. Después de la guerra, dirigieron juntas una granja avícola y un hogar en Coleford Paddocks, en el pueblo de Frimley Green, cerca de Bisley Camp en Surrey, el centro del tiro con rifle de precisión británico.
En octubre de 1925, Foster convenció a Badcock para que empezara a practicar tiro con rifle, y ambas se unieron al South London Rifle Club, el único club de Bisley que aceptaba mujeres. En 1926, Badcock se convirtió en la primera mujer en competir en el King's Prize, la competición más prestigiosa de tiro con rifle al blanco británica, que en ese momento estaba restringida a competidores que habían servido en el ejército británico. Llegó a la segunda de las tres etapas del evento, perdiendo la clasificación para los cien finales por un solo punto de 150. Llegó a la final del King's en 1932. Ese mismo año, junto con Foster, disparó para Hampshire en el Campeonato del Condado de Short Range: ambas obtuvieron 141 puntos, la puntuación más alta del equipo. En 1938, fue seleccionada como reserva para la India en el Kolapore Match, la principal competición de tiro por equipos de la Mancomunidad, convirtiéndose en la primera mujer en ser miembro de un equipo de Kolapore. Disparó en el torneo internacional de tiro de largo alcance de Mackinnon en 1936, 1938, 1939 y 1946, en este último año representando a la India. El propietario de Coleford Paddocks, Reginald Cory, legó la granja a Badcock tras su muerte en 1934; la transferencia administrativa de la misma a su propiedad probablemente se completó en 1938. Durante la Segunda Guerra Mundial, Badcock sirvió en la Fuerza Aérea Auxiliar Femenina: fue nombrada asistente de compañía, el rango más bajo de oficial, con efecto a partir del 24 de octubre de 1939, y más tarde se convirtió en oficial de vuelo. En 1940 fue nombrada miembro adicional de la Orden del Imperio Británico; su dirección figuraba en The London Gazette como India Rifle Club en Londres. Ella continuó dirigiendo su granja avícola, junto con Foster, por el resto de su vida. Murió el 20 de enero de 1957, dejando un patrimonio valorado en £7302 10s 6d (equivalente a £222 000 en 2023) a su hermana viuda, Estelle.